# Izaak Vandenbussche
Izaak Vandenbussche (Gent, 25 september 1991) is een internationaal oud-roeier in de categorie Under 23, uit Gent. Hij behaalde een negende plaats op de FISA-Wereldkampioenschappen Under 23 2010 te Brest (Wit-Rusland). Hij leerde roeien en is lid van de Koninklijke Roeivereniging Club Gent. Daar zijn ook leeftijdsgenoten en mede-internationals Clara François en Damien Van Durme actief. Izaak kwam op jonge leeftijd met de roeisport in aanraking via een sportkamp binnen zijn roeiclub aan de Yachtdreef van de Watersportbaan. Hij heeft een uitgebreid nationaal palmares
op diverse roeiregatta en het Nationaal Roeikampioenschap te Hazewinkel. Hij was student aan de Hogeschool Gent.